# Erümanthoszi vadkan

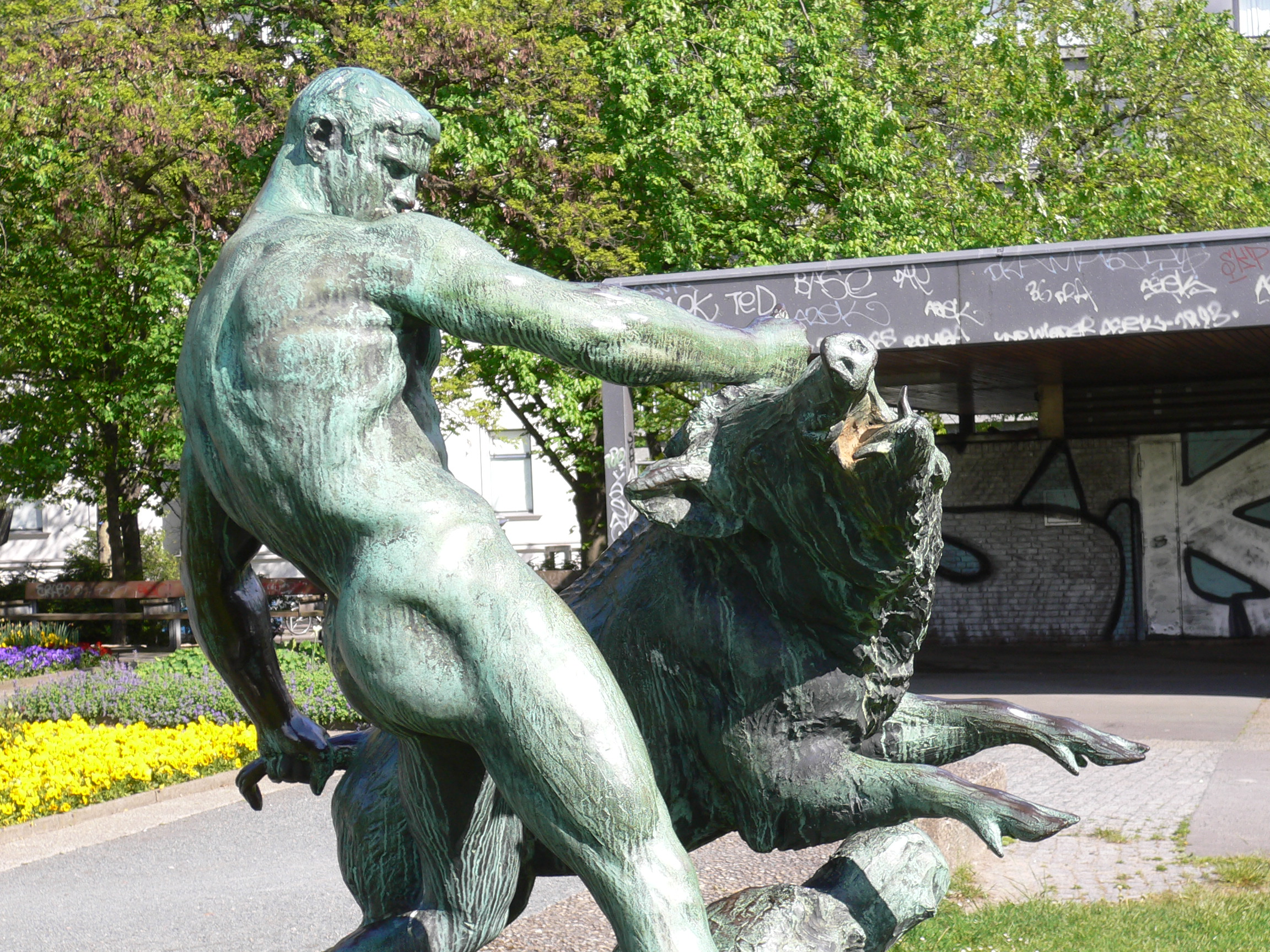
Herkules és az erümanthoszi vadkan (1904, Louis Tuaillon)

 Az erümanthoszi vadkan a görög mitológiában egy hatalmasra nőtt vadkan, amely rettegésben tartotta az árkádiai Erümanthia-hegy melletti Pszóphisz lakóit.
Héraklész negyedik munkája volt a vadkan legyőzése. Eurüsztheusz király adta a nagy hősnek azt a feladatot, hogy élve vigye színe elé a vadkant. Héraklész útra kelt, és útközben úgy döntött, hogy megpihen egy kentaur barátjánál, Pholosznál. A kentaur vacsorával kínálta, de a kentaurok nyersen ették a húst, ezért Pholosz kivételesen megfőzte azt Héraklésznak. A hős inni is szeretett volna valamit a húshoz, így megkérdezte barátját, hogy akad-e a háznál bor. Pholosz azt válaszolta, hogy csak egyetlen üveg bora van, de az Dionüszosz isten szent ajándéka a kentauroknak, amit semmiképp sem akar felbontani.
Héraklész mégis addig erősködött, hogy Pholosz megbontotta az üveg bort, aminek erős illata hamar belengte a környéket. Az itt élő kentaurok megérezték a bor illatát, és őrült haragra gyúltak, hogy kibontotta szent ereklyéjüket. Köveket és vaskos ágakat vettek magukhoz, és hamarosan elérték Pholosz házát, amit elkezdtek ostromolni. Héraklész nyílzáporral válaszolt. A kentaurok bemenekültek Kheirón közeli barlangjába, aki Héraklész tanítómestere volt. Az egyik nyíl átütötte Elatosz karját, majd megsebezte Kheirónt a térdén, és mivel a Hüdra epéjébe mártott nyílvessző volt, gyógyíthatatlan seb keletkezett. Kheirón a barlangja mélyébe vonult szenvedni és meg akart halni, de mivel halhatatlan volt, csak az örök kínlódás lehetett a része. Csak akkor halhatott meg, amikor Prométheusz vállalta helyette a halhatatlanságot, akkor múlt ki. Mikor a kentaurok elmenekültek, már Pholosz sem élt, ugyanis elejtett egy mérgezett nyílvesszőt, ami felsértette a lábát.
Héraklész az önvád hevében indult útnak a vadkan tanyájához. Kicsalta az erdőből a vadat a hegycsúcsok hófedte vidékére, és ott a süppedős hóba kergette, majd rávetette magát és addig birkózott vele, míg az állat el nem fáradt. Ekkor a nagyerejű hős vállára vette, és Eurüsztheusz tróntermébe vitte a vadkant, aki rémültében egy nagy vázába bújt, és úgy kérte Héraklészt, hogy vigye onnan a vadat.